# Enrico Musso
Enrico Musso (Genova, 14 febbraio 1962) è un politico italiano.
Professore ordinario di economia applicata presso l'Università degli Studi di Genova, è stato senatore della Repubblica Italiana nella XVI legislatura.

## Biografia

### Carriera accademica
Laureato in economia e commercio nel 1984 presso l'Università di Genova, nel 1992 è professore associato in politica economica presso l'Università di Genova. Dal 2000 è professore ordinario di economia dei trasporti presso la medesima università, dove è titolare degli insegnamenti di Economia dei trasporti, Economia del territorio, Economics of cruise, ferry and yachting industries, Economia dell'industria culturale. Sempre presso l'ateneo genovese al 2024 dirige il Centro italiano di eccellenza sulla logistica, i trasporti e le infrastrutture - CIELI. Ha scritto volumi quali "Economia della mobilità urbana" (UTET, 1999), "La città logistica" (Il Mulino, 2007) e "Ports and regional economies" (McGraw & Hill, 2008).

### Carriera politica
Dal 1990 al 1993 è stato consigliere comunale di Genova con il Partito Liberale Italiano. Nel 2007 è candidato per una coalizione di centro-destra alla carica di sindaco di Genova e viene sconfitto al primo turno col 46% dei voti da Marta Vincenzi. Nel 2012 si è ricandidato sostenuto dalla lista civica “Enrico Musso Sindaco”, arrivando al turno di ballottaggio contro il candidato di centro-sinistra Marco Doria, poi eletto sindaco.
Nel 2008 è eletto come capolista nella circoscrizione Liguria al Senato come indipendente nella lista del Popolo della Libertà.
Senatore dal 2008 al 2013 fa parte delle commissioni lavori pubblici e comunicazioni; industria, commercio, turismo; politiche dell’Unione Europea, ed è membro della commissione parlamentare antimafia. Dimessosi dal Popolo della Libertà, è stato l'unico senatore iscritto al Partito Liberale Italiano nel corso della XVI legislatura.
Nel 2014 è candidato alle elezioni europee, senza successo, per Scelta Europea e nel 2015 si candida alla presidenza della Regione Liguria sostenuto da Liguria Libera, non essendo eletto. Nel 2015, insieme all'ex presidente del Senato Carlo Scognamiglio pubblica il volume "La rivoluzione liberale" (De Ferrari), con scritti, fra gli altri, di Renato Altissimo, Andrea Ichino, Alberto Mingardi, Guido Tabellini, Giuliano Urbani, oltre che dei due curatori. Nel 2017 alle elezioni comunali di Genova dà vita insieme al movimento Direzione Italia alla "Lista Enrico Musso –Direzione Italia", che sostiene il candidato sindaco Marco Bucci e che, raccogliendo il 2,13%, elegge un consigliere. Nel settembre dello stesso anno viene incaricato dal sindaco di redigere il nuovo piano di mobilità sostenibile di Genova (PUMS). Nell'ottobre del 2019 viene nominato da Bucci coordinatore della mobilità urbana sostenibile.

## Pubblicazioni

### Economia
- I trasporti di persone nell'area metropolitana genovese, Genova, ECIG, 1990
- Elementi economici per una teoria del decentramento portuale, Genova, Bozzi, 1990
- Città portuali: l'economia e il territorio, Milano, F. Angeli, 1996
- Economia della mobilità urbana, Torino, UTET, 1999
- La città logistica, Bologna, il Mulino, 2007
- Ports and regional economies, McGraw-Hill, 2008

### Politica
- Rivoluzione Liberale (con Carlo Scognamiglio Pasini), De Ferrari, 2015

### Narrativa
- Esercizi di potere, DeA Planeta, 2019